# Amaurornis
Genre
Le genre Amaurornis regroupe des oiseaux appartenant à la famille des Rallidae.

## Liste des espèces
D'après la classification de référence (version 14.1, 2024) du Congrès ornithologique international (ordre phylogénique) :
- Amaurornis olivacea – Râle des Philippines
- Amaurornis moluccana – Râle des Moluques
- Amaurornis magnirostris – Râle à gros bec
- Amaurornis phoenicurus – Râle à poitrine blanche
- Amaurornis flavirostra – Râle à bec jaune